# Asphaeridiopus megalochaetus
Asphaeridiopus megalochaetus är en mångfotingart som beskrevs av Paul Auguste Remy 1958. Asphaeridiopus megalochaetus ingår i släktet Asphaeridiopus och familjen fåfotingar. Inga underarter finns listade i Catalogue of Life.